# Ascogaster setula
Ascogaster setula är en stekelart som beskrevs av Tang och Marsh 1994. Ascogaster setula ingår i släktet Ascogaster och familjen bracksteklar. Inga underarter finns listade.